# سالورنو
سالورنو (به ایتالیایی: Salorno) یک کومونه در ایتالیا است که در تیرول جنوبی واقع شده‌است.

## خصوصیات
سالورنو ۳۳٫۲ کیلومترمربع مساحت و ۳٬۵۹۱ نفر جمعیت دارد و ۲۲۴ متر بالاتر از سطح دریا واقع شده‌است.